# Eric García
Pour les articles homonymes, voir García.
García  Martret est un nom espagnol. Le premier nom de famille, en général paternel, est García ; le second, en général maternel, souvent omis, est Martret.
Eric García, né le 9 janvier 2001 à Barcelone en Espagne, est un footballeur international espagnol qui évolue au poste de défenseur central au FC Barcelone.

## Biographie

### Manchester City
Né à Barcelone en Espagne, Eric García n'échappe pas aux recruteurs du FC Barcelone, club qu'il rejoint en 2008, où il intègre La Masia. Lors de l'été 2017, il rejoint le Manchester City de Pep Guardiola, où il poursuit sa formation.
Le 18 décembre 2018, Eric García joue son premier match en professionnel, lors d'une rencontre de Coupe de la Ligue anglaise face à Leicester City. Titulaire lors de cette partie en défense centrale aux côtés de Nicolás Otamendi, il participe à la victoire de son équipe, qui s'impose aux tirs au but (1-1 score final puis 3-4 aux tirs au but). Eric García joue deux autres matchs dans cette compétition cette saison-là.
Il joue son premier match de Premier League lors de la saison 2019-2020, le 21 septembre 2019 face au Watford FC. Manchester City s'impose largement par huit buts à zéro lors de cette rencontre,. García participe à son premier match de Ligue des champions 11 décembre 2019, en étant titularisé face au Dinamo Zagreb (victoire 1-4 de City). Il atteint la finale de la Ligue des Champions, mais s'incline contre Chelsea, alors qu'il est remplaçant.
Le 8 mai 2020 il est inclus dans le top 50 des meilleurs jeunes au niveau mondial par le site spécialisé de Football Talent Scout.
Le 6 août 2020, alors que García est courtisé par plusieurs clubs pendant l'été, son entraîneur Pep Guardiola annonce que le joueur ne souhaite pas prolonger avec Manchester City, bien qu'il ait terminé la saison comme titulaire aux côtés d'Aymeric Laporte. Son contrat expire alors en juin 2021.

### FC Barcelone
Le 1er juin 2021, le FC Barcelone annonce son transfert d'Eric García. Le joueur arrive librement de Manchester City où il était en fin de contrat. 
Il fait ses débuts avec les Blaugranas le 15 août 2021 au Camp Nou, en étant titularisé lors de la première journée de la saison 2021-2022 face à la Real Sociedad (victoire 4-2). Il marque le premier but de sa carrière professionnelle avec le FC Barcelone contre le FC Séville à la 50e minute de jeu le 3 septembre 2022. Barcelone l'emporte ce jour-là par trois buts à zéro,.

### Prêt au Girona FC
Le 1er septembre 2023, Eric García rejoint le Girona FC sous la forme d'un prêt d'une saison sans option d'achat.
Le 27 septembre 2023, García se fait remarquer en inscrivant son premier but pour Girona, lors d'une rencontre de championnat face au Villarreal CF. Titulaire, il participe à la victoire de son équipe par deux buts à un. Cette victoire permet à Girona de se placer en tête de la Liga pour la première fois de son histoire.

### En sélection nationale
En mai 2017, Eric García remporte avec l'équipe d'Espagne des moins de 17 ans le championnat d'Europe face à l'Angleterre. Lors de cette compétition, il reste souvent sur le banc des remplaçants, et prend part à seulement deux matchs. La même année, il dispute la Coupe du monde des moins de 17 ans organisée en Inde. Lors du mondial junior, il est une nouvelle fois abonné aux banc des remplaçants, et ne joue qu'un seul match, contre la Corée du Nord. L'Espagne s'incline en finale du mondial face à l'Angleterre.
Dans cette même catégorie de jeunes, il participe de nouveau au championnat d'Europe des moins de 17 ans en 2018. Cette fois-ci, il joue l'intégralité des matchs de son équipe, en officiant comme capitaine. Il s'illustre en inscrivant deux buts en phase de poule, contre la Serbie et l'Allemagne. L'Espagne s'incline en quart de finale face à la Belgique.
À compter de février 2019, il est sélectionné avec l'équipe des moins de 19 ans, sélection emmenée par le sélectionneur Santiago Denia, qu'il a déjà côtoyé avec les moins de 17 ans, et avec qui il a été champion d'Europe. Denia le sélectionne à nouveau pour disputer le championnat d'Europe des moins de 19 ans en 2019. Lors de cette compétition organisée en Arménie, il est titulaire et joue cinq matchs. L'Espagne remporte le tournoi en battant le Portugal en finale.
Eric García est convoqué pour la première fois par Luis Enrique, le sélectionneur de l'équipe nationale d'Espagne, en août 2020 et il honore sa première sélection le 6 septembre 2020 face à l'Ukraine. Il entre en jeu à la place de Sergio Ramos et son équipe s'impose par quatre buts à zéro. García fête sa première titularisation lors de sa deuxième apparition sous le maillot de la Roja, le 7 octobre 2020, lors d'un match amical contre le Portugal (0-0 score final).
Il fait partie de la liste de 24 joueurs établie par le sélectionneur Luis Enrique pour l'Euro 2020.
Le 11 novembre 2022, il fait partie de la sélection de 26 joueurs établie par Luis Enrique pour participer à la Coupe du monde 2022.

## Statistiques

### En club
| Saison                | Club                  | Championnat           | Championnat | Championnat | Championnat | Coupe nationale | Coupe nationale | Coupe nationale | Coupe de la Ligue | Coupe de la Ligue | Coupe de la Ligue | Supercoupe | Supercoupe | Supercoupe | Compétition(s) continentale(s) | Compétition(s) continentale(s) | Compétition(s) continentale(s) | Compétition(s) continentale(s) | Total | Total | Total |
| Saison                | Club                  | Division              | M.          | B.          | P.d.        | M.              | B.              | P.d.            | M.                | B.                | P.d.              | M.         | B.         | P.d.       | Comp.                          | M.                             | B.                             | P.d.                           | M.    | B.    | P.d.  |
| 2018-2019             | Manchester City       | Premier League        | -           | -           | -           | 0               | 0               | 0               | 3                 | 0                 | 0                 | -          | -          | -          | C1                             | -                              | -                              | -                              | 3     | 0     | 0     |
| 2019-2020             | Manchester City       | Premier League        | 13          | 0           | 0           | 2               | 0               | 0               | 3                 | 0                 | 1                 | 0          | 0          | 0          | C1                             | 2                              | 0                              | 0                              | 20    | 0     | 1     |
| 2020-2021             | Manchester City       | Premier League        | 6           | 0           | 0           | 2               | 0               | 0               | 1                 | 0                 | 0                 | -          | -          | -          | C1                             | 3                              | 0                              | 0                              | 12    | 0     | 0     |
| Sous-total            | Sous-total            | Sous-total            | 19          | 0           | 0           | 4               | 0               | 0               | 7                 | 0                 | 1                 | 0          | 0          | 0          | -                              | 5                              | 0                              | 0                              | 35    | 0     | 1     |
| 2021-2022             | FC Barcelone          | Liga                  | 26          | 0           | 0           | 1               | 0               | 0               | -                 | -                 | -                 | -          | -          | -          | C1+C3                          | 4+5                            | 0                              | 0                              | 36    | 0     | 0     |
| 2022-2023             | FC Barcelone          | Liga                  | 24          | 1           | 0           | 3               | 0               | 1               | -                 | -                 | -                 | 1          | 0          | 0          | C1+C3                          | 4+0                            | 0                              | 1+0                            | 32    | 1     | 2     |
| 2023-2024             | FC Barcelone          | Liga                  | 2           | 0           | 0           | -               | -               | -               | -                 | -                 | -                 | -          | -          | -          | C1                             | -                              | -                              | -                              | 2     | 0     | 0     |
| 2024-2025             | FC Barcelone          | Liga                  | 29          | 2           | 3           | 6               | 1               | 0               | -                 | -                 | -                 | 1          | 0          | 0          | C1                             | 9                              | 2                              | 0                              | 45    | 5     | 3     |
| 2025-2026             | FC Barcelone          | Liga                  | 1           | 0           | 0           | 0               | 0               | 0               | -                 | -                 | -                 | 0          | 0          | 0          | C1                             | 0                              | 0                              | 0                              | 1     | 0     | 0     |
| Sous-total            | Sous-total            | Sous-total            | 82          | 3           | 3           | 10              | 1               | 1               | -                 | -                 | -                 | 2          | 0          | 0          | -                              | 22                             | 2                              | 1                              | 116   | 6     | 5     |
| 2023-2024             | Girona FC (prêt)      | Liga                  | 30          | 5           | 0           | 2               | 0               | 0               | -                 | -                 | -                 | -          | -          | -          | -                              | -                              | -                              | -                              | 32    | 5     | 0     |
| Total sur la carrière | Total sur la carrière | Total sur la carrière | 131         | 8           | 3           | 16              | 1               | 1               | 7                 | 0                 | 1                 | 2          | 0          | 0          | -                              | 27                             | 2                              | 1                              | 183   | 11    | 6     |

### En sélection nationale
| Saison                | Sélection             | Phases finales                                   | Phases finales | Phases finales | Phases finales | Éliminatoires CDM | Éliminatoires CDM | Éliminatoires CDM | Éliminatoires EURO | Éliminatoires EURO | Éliminatoires EURO | Ligue Nations UEFA | Ligue Nations UEFA | Ligue Nations UEFA | Matchs amicaux | Matchs amicaux | Matchs amicaux | Total | Total | Total |
| Saison                | Sélection             | Compétition                                      | M              | B              | Pd             | M                 | B                 | Pd                | M                  | B                  | Pd                 | M                  | B                  | Pd                 | M              | B              | Pd             | M     | B     | Pd    |
| --------------------- | --------------------- | ------------------------------------------------ | -------------- | -------------- | -------------- | ----------------- | ----------------- | ----------------- | ------------------ | ------------------ | ------------------ | ------------------ | ------------------ | ------------------ | -------------- | -------------- | -------------- | ----- | ----- | ----- |
| 2020-2021             | Espagne               | Euro 2020                                        | 3              | 0              | 0              | 3                 | 0                 | 0                 | -                  | -                  | -                  | 2                  | 0                  | 0                  | 3              | 0              | 0              | 11    | 0     | 0     |
| 2021-2022             | Espagne               | Nations League Finals 2021                       | 1              | 0              | 0              | 2                 | 0                 | 0                 | -                  | -                  | -                  | 2                  | 0                  | 0                  | 1              | 0              | 0              | 6     | 0     | 0     |
| 2022-2023             | Espagne               | Coupe du monde 2022 + Nations League Finals 2023 | 0              | 0              | 0              | -                 | -                 | -                 | -                  | -                  | -                  | 1                  | 0                  | 0                  | 1              | 0              | 0              | 2     | 0     | 0     |
| Total sur la carrière | Total sur la carrière | Total sur la carrière                            | 4              | 0              | 0              | 5                 | 0                 | 0                 | -                  | -                  | -                  | 5                  | 0                  | 0                  | 5              | 0              | 0              | 19    | 0     | 0     |

## Palmarès

### En sélection nationale
| Équipe d'Espagne -17 ans (1) :                                                                                  | Équipe d'Espagne -19 ans (1) :                               | Espagne olympique :                                | Espagne (1) :                             |
| --- | ------------------------------------------------------------ | -------------------------------------------------- | ----------------------------------------- |
| - Coupe du monde des -17 ans : - Finaliste : 2017. - Championnat d'Europe des -17 ans (1) : - Vainqueur : 2017. | - Championnat d'Europe des -19 ans (1) : - Vainqueur : 2019. | - Jeux olympiques : - : Tokyo 2021 - : Paris 2024. | - Ligue des nations : - Vainqueur : 2023. |

### En club
| Manchester City (6) | FC Barcelone (4) |
| --- | --- |
| - Championnat d'Angleterre (2) : - Vainqueur : 2019 et 2021 - Coupe de la Ligue anglaise (3) : - Vainqueur : 2019, 2020 et 2021 - Community Shield (1) : - Vainqueur : 2019 - Ligue des champions : - Finaliste : 2021 | - Championnat d'Espagne (2) : - Champion : 2023, 2025 - Coupe d'Espagne (1) : - Vainqueur : 2025 - Supercoupe d'Espagne (2) : - Vainqueur : 2023, 2025 |